# Коњско (Ресан)
Коњско (мкд. Коњско) је насеље у Северној Македонији, у јужном делу државе. Коњско припада општини Ресан.

## Географија
Насеље Коњско је смештено у југозападном делу Северне Македоније, близу државне границе са Албанијом (3 km јужно од села). Од најближег већег града, Битоља, насеље је удаљено 60 km западно, а од општинског средишта 30 јужно.
Коњско се налази у области Горње Преспе, области око западне и северне обале Преспанског језера. Насеље је смештено на западној обали Преспанског језера, на омањем полуострву, које Северна Македонија дели са Албанијом. Западно од насеља се издиже планина Галичица. Надморска висина насеља је приближно 850 метара.
Клима у насељу је планинска због знатне надморске висине.

## Становништво
Коњско је према последњем попису из 2002. године имало 3 становника. 
Већину становништва чине етнички Македонци (100%).
Већинска вероисповест је православље.